# Eupetersia lasurea
Eupetersia lasurea är en biart som först beskrevs av Heinrich Friese 1910.  Eupetersia lasurea ingår i släktet Eupetersia och familjen vägbin. Inga underarter finns listade i Catalogue of Life.